# Gallus Anonymus
Gallus Anonymus († nach 1116) war ein Benediktinermönch und Chronist.
Sein Name und seine Herkunft sind unklar. Einigkeit besteht in der Forschung nur darin, dass er kein Pole war. Der Posener Mediävist Tomasz Jasiński (* 1951) hat die These einer italienisch-venezianischen Herkunft aufgestellt. Aufgrund von Ausbildung, Rezeption anderer in Bamberg liegender Werke in der Chronik wurde von Johannes Fried auch die These vertreten, dass Gallus aus Bamberg stammte, vielleicht sogar Bischof Otto von Bamberg selbst war. Als Herkunft wurden zudem Thesen zu Nordfrankreich, das Rhein-Maas-Gebiet (Lüttich), Südfrankreich und Ungarn (Somogyvár) aufgestellt. Gelegentlich wurde auch vermutet, dass er Böhme oder italienischer Herkunft sei. In der Chronik finden sich jedoch keine Hinweise auf die Nationalität des Autors. Weiterhin diskutiert werden die Ausbildungsorte und welche Umstände ihn in das piastische Polen führten. Ein Großteil der Wissenschaftler vermutet, dass er kurz vor der Abfassung der Chronik nach Polen kam.
Gallus Anonymus verfasste mit der lateinischen Cronica et gesta ducum sive principum Polonorum die erste Überlieferung, die sich mit der Geschichte des polnischen Herzogtums beschäftigte. Für seine Darstellung verwendete Gallus nicht mehr erhaltene polnische Annalen und eine verlorene Adalbert-Vita, jedoch wurden keine Urkunden herangezogen. Besonders wichtig muss für seine Berichte die mündliche Überlieferung am Hof gewesen sein. Das Werk ist in der Zeit Bolesławs Schiefmunds etwa vor dem Jahr 1115/1116 entstanden und sollte legitimierend und rechtfertigend zugunsten der polnischen Herzöge sein. Das Werk entstand dabei während des Machtkampfes zwischen dem polnischen Herzog Bolesław III. und seinem älteren Halbbruder Zbigniew. Der Bruderkampf endete mit der Gefangennahme und Blendung Zbigniews. Dieses Vorgehen rief bei den Anhängern Zbigniews heftige Kritik hervor. Um diese Krise zu bewältigen, war es förderlich, eine Geschichtsdarstellung zu verfassen, welche die Taten Bolesławs beschönigen und die weitere Herrschaft im Land stabilisieren würde. Die Herrscher der Piasten bilden den Mittelpunkt der Darstellung. Dabei vertritt Gallus Anonymus die Auffassung, dass die Macht des Piastengeschlechts Gott gewollt war. Die Chronik will zeigen, welch herrliche Taten Bolesław Schiefmund und seine Vorfahren erbracht haben. Gegenüber dem Kaiserreich akzeptiert der Chronist eine Unterordnung Polens, doch durfte sich der Reichsherrscher nicht in die inneren Angelegenheiten Polens einmischen.
Die Chronik ist die wichtigste Überlieferung des hochmittelalterlichen Polens. Das Werk besteht aus drei Büchern und umfasst einen Berichtszeitraum von 250 Jahren. Buch I beginnt mit der mythischen Frühzeit Polens und berichtet über die wichtigsten Taten der Herrscher bis zum Geburtsjahr von Bolesław III. 1085. Buch II. ist ausführlicher und behandelt die Zeit von 1086 bis 1109. Buch III. konzentriert sich auf die Geschehnisse von 1109 bis 1113. Die Darstellung endet mit der Schilderung der Eroberung des pommeranischen Kastells Nakło an der Netze. Jeder der drei Teile hat eine Vorrede in Form eines Widmungsbriefes und einen gereimten Epilog. Das historiographische Werk bietet bis in das zweite Jahrzehnt des 12. Jahrhunderts oftmals als einziges eine Darstellung der Originalnachrichten zur frühpiastischen Geschichte. Im Jahre 1551 wurde von Marcin Bielski erstmals die Geschichte Polens in polnischer Sprache geschrieben. 
Ebenfalls im 16. Jahrhundert hat Marcin Kromer in der sogenannten Heilsberger Handschrift den Namen Gallus eingetragen. Dieser Name sollte die französische Herkunft betonen. 1749 wurde von Gottfried Lengnich, dem Herausgeber der ersten Edition, die Bezeichnung Gallus als Autor gedeutet. Dadurch konnte sich der Name in der Wissenschaft behaupten.
In der jüngeren Forschung dominieren besonders die Fragestellungen nach der Herkunft des Chronisten, nach seinen Quellen und literarischen Vorbildern und nach der politischen Funktion und Wirkungsweise des Textes.

## Werkausgaben
- Galli Anonymi cronicae et gesta ducum sive principum Polonorum (= Monumenta Poloniae Historica N. S.2). Herausgegeben von Karol Maleczynski. Krakau 1952.
- Polens Anfänge – Gallus Anonymus: Chronik und Taten der Herzöge und Fürsten von Polen. Übersetzt, eingeleitet und erklärt von Josef Bujnoch. Graz u. a. 1978, ISBN 3-222-10554-5.
- Gesta principum Polonorum. The deeds of the princes of the Poles  (= Central European medieval texts. Bd. 3). Herausgegeben von Paul W. Knoll und Frank Schaer. Budapest 2003, ISBN 963-9241-40-7.